# Cliente (economía)

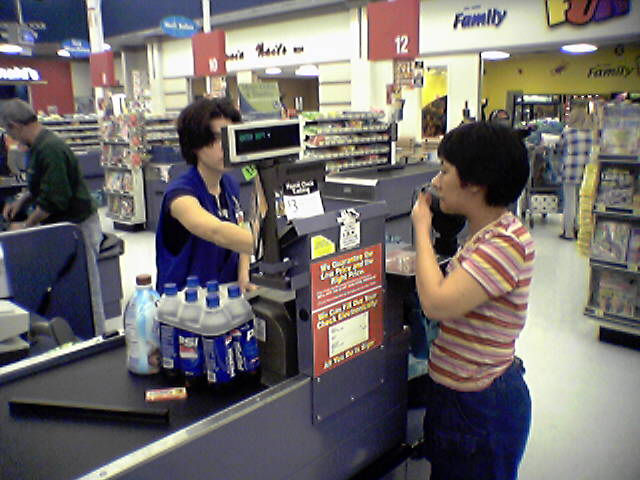
Cliente comprando en un Wal-Mart

Un cliente (del Latín cliens, -entis) es la persona o empresa receptora de un bien, servicio, producto o idea, a cambio de dinero u otro artículo de valor.

## Clasificación de clientes

### Por nivel de actividad
Los clientes activos son aquéllos que en la actualidad, están realizando compras o que lo hicieron dentro de un periodo corto de tiempo. En cambio, los clientes inactivos son aquéllos que realizaron su última compra hace bastante tiempo atrás, por tanto, se puede deducir que se pasaron a la competencia, que están insatisfechos con el producto o servicio que recibieron o que ya no necesitan el producto.
Esta clasificación permite:
- identificar a los clientes que en la actualidad están realizando compras y que requieren una atención especial para retenerlos, ya que son los que en la actualidad le generan ingresos económicos a la empresa;
- identificar aquellos clientes que por alguna razón ya no compran a la empresa, y que por tanto, requieren de actividades especiales que permitan identificar las causas de su alejamiento para luego intentar recuperarlos.

### Por frecuencia de compra
Una vez que se han identificado a los clientes activos, estos se pueden clasificar según su frecuencia de compra, en:
1. Clientes de compra frecuente: son aquéllos que realizan compras repetidas a menudo o cuyo intervalo de tiempo entre una compra y otra es más corta que el realizado por el resto de clientes. Este tipo de clientes, por lo general, está complacido con la empresa, sus productos y servicios. Por tanto, es fundamental no descuidar las relaciones con ellos y darles continuamente un servicio personalizado que les haga sentir "importantes" y "valiosos" para la empresa.
2. Clientes de compra habitual: son aquéllos que realizan compras con cierta regularidad porque están satisfechos con la empresa, el producto y el servicio. Por tanto, es aconsejable brindarles una atención esmerada para incrementar su nivel de satisfacción, y de esa manera, tratar de incrementar su frecuencia de compra.
3. Clientes de compra ocasional: son aquéllos que realizan compras esporádicas o por única vez. Para determinar el porqué de esa situación es aconsejable que cada vez que un nuevo cliente realice su primera compra se le solicite algunos datos que permitan contactar con él en el futuro, de esa manera, se podrá investigar (en caso de que no vuelva a realizar otra compra) el porqué de su alejamiento y el cómo se puede remediar o cambiar esa situación.

### Por grado de satisfacción
Después de identificar a los clientes activos e inactivos, y de realizar una investigación de mercado que haya permitido determinar sus niveles de satisfacción, se los puede clasificar en:
1. Clientes complacidos: son aquéllos que percibieron que el desempeño de la empresa, el producto y el servicio han excedido sus expectativas. Según Philip Kotler, el estar complacido genera una afinidad emocional con la marca, no solo una preferencia racional, y esto da lugar a una gran lealtad de los consumidores. Por tanto, para mantener a estos clientes en ese nivel de satisfacción, se debe superar la oferta que se les hace mediante un servicio personalizado que los sorprenda cada vez que hacen una adquisición.[3]
2. Clientes satisfechos: son aquéllos que percibieron el desempeño de la empresa, el producto y el servicio como coincidente con sus expectativas. Este tipo de clientes se muestra poco dispuesto a cambiar de marca, pero puede hacerlo si encuentra otro proveedor que le ofrezca una alternativa mejor. Si se quiere elevar el nivel de satisfacción de estos clientes se debe planificar e implementar servicios especiales que puedan ser percibidos por ellos como un plus que no esperaban recibir.
3. Clientes insatisfechos: son aquéllos que percibieron el desempeño de la empresa, el producto o el servicio por debajo de sus expectativas; por tanto, no quieren repetir esa experiencia desagradable y optan por otro proveedor. Si se quiere recuperar la confianza de estos clientes, se necesita hacer una investigación profunda de las causas que generaron su insatisfacción para luego realizar las correcciones que sean necesarias. Por lo general, este tipo de acciones son muy costosas porque tienen que cambiar una percepción que ya se encuentra arraigada en el consciente y subconsciente de este tipo de clientes.

### Por grado de influencia
Un detalle que se debe considerar al momento de clasificar a los clientes activos, independientemente de su volumen y frecuencia de compras, es su grado de influencia en la sociedad o en su entorno social, debido a que este aspecto es muy importante por la cantidad de clientes que ellos pueden derivar en el caso de que sugieran el producto y/o servicio que la empresa ofrece. Este tipo de clientes se dividen en:
1. Clientes altamente influyentes: este tipo de clientes se caracteriza por producir una percepción positiva o negativa en un grupo grande de personas hacia un producto o servicio. Por ejemplo, estrellas de cine, deportistas famosos, empresarios de renombre y personalidades que han logrado algún tipo de reconocimiento especial. Lograr que éstas personas sean clientes de la empresa es muy conveniente por la cantidad de clientes que pueden derivar como consecuencia de su recomendación o por usar el producto en público. Sin embargo, para lograr ese "favor" se debe conseguir un alto nivel de satisfacción (complacencia) en ellos o pagarles por usar el producto y hacer recomendaciones (lo cual, suele tener un costo muy elevado).
2. Clientes de regular influencia: son aquéllos que ejercen una determinada influencia en grupos más reducidos, por ejemplo, médicos que son considerados líderes de opinión en su sociedad científica o de especialistas. Por lo general, lograr que estos clientes recomienden el producto o servicio es menos complicado y costoso que los Clientes Altamente Influyentes. Por ello, basta con preocuparse por generar un nivel de complacencia en ellos aunque esto no sea rentable, porque lo que se pretende con este tipo de clientes es influir en su entorno social.
3. Clientes de influencia a nivel familiar: Son aquéllos que tienen un grado de influencia en su entorno de familiares y amigos, por ejemplo, la ama de casa que es considerada como una excelente cocinera por sus familiares y amistades, por lo que sus recomendaciones sobre ese tema son escuchadas con atención. Para lograr su recomendación, basta con tenerlos satisfechos con el producto o servicio que se les brinda.

## Necesidades y expectativas
Los clientes tienen necesidades y expectativas que deben ser tomadas en cuenta por la organización. Una necesidad es algo que el consumidor realmente necesita, como una cuota de seguro de coche. Una expectativa es algo que el consumidor no necesariamente va a conseguir pero que espera conseguir del producto o servicio, como que su coche le lleve desde su lugar de salida hasta su destino. 
Las necesidades y las expectativas de las personas varían con el tiempo, ya sea por el crecimiento y desarrollo normal del individuo o por la influencia del entorno. Es normal que nuestras necesidades cambien con el pasar de los años, nuestras prioridades se modifican con la madurez y experiencia, así como con la satisfacción de las mismas. Algunas necesidades se denominan "básicas" porque perduran con el tiempo y se relacionan con aspectos físicos y ambientales como la necesidad de comer o la necesidad de tener un lugar en donde vivir. Otras necesidades aparecen con el tiempo como la necesidad de ser amado o la necesidad de ser reconocido.
Las necesidades no se presentan necesariamente de manera escalonada o secuencial, muchas veces podemos tener varias necesidades de manera simultánea, como la necesidad de aprender y la de descansar, las cuales se pueden dar al mismo tiempo sin que se afecte la una u la otra. En otras oportunidades la limitación de recursos puede generar la necesidad de priorizar, es el caso de necesitar pagar el estudio o necesitar la compra de un televisor para distraerse, la persona deberá elegir entre una u otra, si no cuenta con el dinero para satisfacer las dos. 
A su vez, las necesidades pueden suplirse o reemplazarse por otras. En el caso de la necesidad de distraerse y divertirse con el televisor, se puede reemplazar por la lectura de un buen libro o por compartir el tiempo con la familia o por utilizar otro medio como la radio.

## Prospección de clientes
Es la acción de explorar el mercado o parte de este, en búsqueda de clientes potenciales, también llamados "prospectos", que son aquellas personas o empresas que han reunido ciertas condiciones que permiten asegurar que tiene potencial para adquirir nuestros bienes. Para convertirse en clientes primero tuvieron que convertirse en prospectos, generándose una oportunidad de negocio, que se derivó en una acción de compra.

## Cliente (contabilidad)
Desde el punto de vista contable, la cuenta de clientes recoge los derechos de cobro derivados de la venta de productos de la empresa, que se ocasiona debido al desajuste entre la venta y el cobro. Tienen la consideración de activos financieros y figuran normalmente en el activo corriente del balance.

## Cliente en la prevención del blanqueo de capitales y de la financiación terrorista
En el contexto de la normativa española en materia de prevención del blanqueo de capitales y de la financiación terrorista (PBC&PFT), el término cliente sería utilizado para identificar a la persona física, persona jurídica o instrumento jurídico que adquiere o utiliza, con asiduidad o de forma ocasional, los productos y servicios de un profesional o empresa. Se trata pues del titular formal de las relaciones jurídicas que surgen al concretarse la actividad profesional o empresarial del sujeto obligado. El rol de cliente, o titular formal, no deber ser confundido con el de otro tipo de intervinientes en las relaciones de negocio u operaciones del sujeto obligado, con el del titular real o con el de otros participantes en las operaciones realizadas por el sujeto obligado por cuenta de sus clientes.